# Hilton Tower Apartments
Le Hilton Tower Apartments est un gratte-ciel construit à Colombo au Sri Lanka en 1997. Il mesure 129 mètres de hauteur sur 34 étages et abrite des logements et un hôtel de la chaine Hilton sur une surface de plancher de 46 035 m² .
L'immeuble a été conçu par la société japonaise Kajima Design.